# 아라즈 압둘라예프
아라즈 압둘라 오글루 압둘라예프(아제르바이잔어: Araz Abdulla oğlu Abdullayev, 1992년 4월 18일 ~ )는 아제르바이잔의 축구 선수로, 현재 아제르바이잔 클럽 지라와 아제르바이잔 국가대표팀에서 윙어로 활약하고 있다.

## 구단 경력

### 초기 경력
바쿠 출신인 압둘라예프는 2007년 1월부터 2008년 12월까지 네프치의 유소년 팀에서 뛰었다. 2008년 10월 5일, 네프치에서 1군 데뷔 전을 치렀다. 2011년 11월, 네프치는 아라즈 압둘라예프가 득점한 1000번째 골을 기념했다.

### 에버턴
2010년 7월 4일, 잉글랜드 프리미어리그 클럽 에버턴은 취업 허가를 받을 수 있는 경우 향후 2년간 압둘라예프와 계약할 수 있는 첫 번째 옵션을 제공하는 계약에 합의했다. 9월 21일, 그는 2011년 1월, 이적 시장이 열리면 두 시즌 더 옵션으로 초기 3년 계약을 시작할 것이라고 발표했다. 2011년 1월 7일, 에버턴은 압둘라예프와 장기 계약을 체결했으며, 계약 기간은 공개되지 않았으며 아제르바이잔 프리미어리그가 끝날 때까지 네프치에서 뛸 수 있도록 허용했다고 발표했다. 에버턴으로 돌아와 2011-12년 시즌 프리미어리그 캠페인을 펼쳤고, 2011년 레프 야신컵에서 프라이부르크와의 시즌 첫 친선 경기에 출전했다.

#### 파니오니오스로의 임대
2011년 12월 27일, 압둘라예프는 파니오니오스에 한 시즌 동안 임대로 합류했다. 2011년 12월 30일, 코로피와의 친선 경기에서 압둘라예프는 선발 라인업에서 61분을 뛰었고, 파니오니오스는 3-2로 승리했다. 압둘라예프는 2012년 1월 3일, 아스테라스 트리폴리스와의 홈 경기에서 파니오니오스 소속으로 수페르리가 엘라다 데뷔 전을 치렀고, 2-0으로 승리했다.

### 네프치
압둘라예프는 2012년 여름 네프치로 돌아와 곧 주전 스쿼드 선수가 되었다. 2012-13년 시즌에는 팀이 UEFA 유로파리그 조별 리그에 진출한 최초의 아제르바이잔 팀이 되는 데 일조했다. 네프치는 인테르나치오날레 밀라노, 루빈 카잔, 파르티잔과 함께 H조에 편성되었다. 아라즈는 UEFA 유로파리그 조별 리그에 5경기 출전했다. 2012년 9월 20일, 압둘라예프는 파르티잔과의 UEFA 유로파리그 조별 리그 경기에서 78분 플라비뉴와 교체되어 데뷔 전을 치렀다. 같은 시즌, 네프치는 아제르바이잔 프리미어리그와 아제르바이잔 컵에서 모두 우승했다. 압둘라예프는 2013-14년 시즌 네프치와 함께 내셔널컵에서 다시 한 번 우승했고, 2014-15년 시즌과 2015-16년 시즌에는 준우승을 차지하며 두 번의 결승전에서 가라바흐에게 모두 패했다. 네프치에서 4.5년 동안 아라즈 압둘라예프는 모든 토너먼트에서 총 173경기에 출전해 25골을 기록했다.

## 국가대표팀 경력
클럽 수준에서 인상적인 활약을 펼친 압둘라예프는 2008년 10월 11일로 예정된 핀란드와의 2010년 FIFA 월드컵 예선 전에 아제르바이잔 국가대표팀에 소집되어 16세 4개월 만에 데뷔하게 되었다.
2017년 3월 9일, 그는 자심 빈 하마드 스타디움에서 열린 카타르와의 원정 친선 경기에서 아제르바이잔 국가대표팀 첫 시니어 국가대표 골을 넣으며 2-1 승리를 거뒀다.